# Rhosneigr

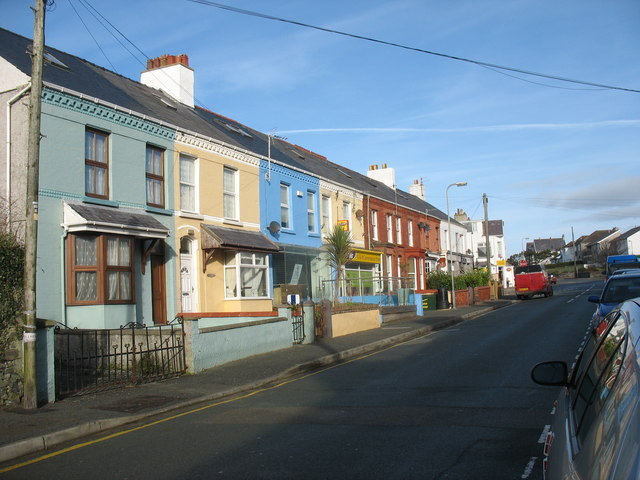
Edifici di Rhosneigr

Rhosneigr (0,575 km² è una località balneare sul Mare d'Irlanda del Galles nord-occidentale, situata nell'isola e contea di Anglesey. Conta una popolazione di circa 1.000 abitanti.

## Geografia fisica

### Collocazione
Rhosneigr  si trova lungo la costa sud-occidentale di Anglesey, tra Aberffraw e Rhoscolyn (rispettivamente a nord/nord-ovest della prima e a sud/sud-est della seconda) , a circa 20 km a sud di Holyhead.

## Società

### Evoluzione demografica
Al censimento del 2011, Rhosneigr contava una popolazione pari a 1.008 abitanti.

## Storia
Rhosneigr conobbe il suo massimo periodo di splendore come stazione balneare in epoca edoardiana.

## Economia

### Turismo
La località è frequentata dagli amanti del golf, della pesca, del windsurf, ecc.